# Cosmosoma lignicolor
Cosmosoma lignicolor là một loài bướm đêm thuộc phân họ Arctiinae, họ Erebidae.